# دانا ثيربانتس
دانا ثيربانتس (بالإسبانية: Dana Cervantes)‏ (و. 1978  م) هي القافزة بالزانة إسبانية، ولدت في مالقة، شاركت في الألعاب الأولمبية الصيفية 2004.

## التعليم
تعلمت في جامعة مالقة.

## روابط خارجية
- دانا ثيربانتس على موقع الاتحاد الدولي لألعاب القوى (الإنجليزية)
- دانا ثيربانتس على موقع الاتحاد الأوروبي لألعاب القوى (الإنجليزية)
- دانا ثيربانتس على موقع اللجنة الأولمبية الدولية (الإنجليزية)
- دانا ثيربانتس على موقع أوليمبيديا (الإنجليزية)
- دانا ثيربانتس على موقع اللجنة الأولمبية الإسبانية (الإسبانية)